# Sri-lankische Badmintonmeisterschaft 1958
Die Sri-lankische Badmintonmeisterschaft 1958 war die sechste Austragung der nationalen Titelkämpfe im Badminton in Sri Lanka. Sie fand in Colombo statt.

## Sieger und Finalisten
| Disziplin    | Gold                                 | Silber                              |
| ------------ | ------------------------------------ | ----------------------------------- |
| Herreneinzel | Sam Schoorman                        | Sam Chandrasena                     |
| Dameneinzel  | Nanda Wijesekera                     | Kamala Ranawaka                     |
| Herrendoppel | V. Veeraraghavan A. R. L. Wijesekera | Nagalingam Rasalingam Sam Schoorman |
| Damendoppel  | Nanda Wijesekera Lalitha Nagasinghe  | Kamala Ranawaka C. J. Fernando      |
| Mixed        | A. R. L. Wijesekera Nanda Wijesekera | Sam Schoorman Kamala Ranawaka       |